# Asesinato de Tristyn Bailey
Tristyn Tyne Bailey (Singapur, 18 de enero de 2008 - Condado de San Juan, Florida; 9 de mayo de 2021) fue una niña estadounidense asesinada a los trece años por un compañero de clase, Aiden Fucci, un año mayor que ella. Su familia había denunciado su desaparición esa misma mañana, y su cuerpo fue encontrado horas más tarde en una zona boscosa del condado de San Juan, en Florida.
Su cuerpo presentaba 114 puñaladas. Una cámara de vigilancia residencial grabó a Bailey paseando a la 1:45 de la madrugada con Fucci. Una grabación posterior mostró a Fucci corriendo solo con los zapatos en la mano. Esto llevó a los investigadores a visitar la casa de Fucci en busca de pruebas. El 10 de mayo, los investigadores registraron nuevamente su casa, donde se encontró ropa ensangrentada en su habitación y en el lavabo del baño. Cerca del cuerpo de Bailey se encontró un cuchillo al que le faltaba un fragmento de la punta, cuyo ADN coincidió con el de Bailey y Fucci. Fue detenido y acusado del asesinato de Tristyn Bailey. En aquel momento mantuvo su inocencia.
En febrero de 2023, poco antes de su juicio, Fucci cambió su declaración de inocente a culpable. El 24 de marzo, Aiden Fucci fue acusado como adulto y condenado a cadena perpetua. Cumple condena en la Institución Correccional de Suwannee, en Live Oak (Florida).

## Biografía
Tristyn Tyne Bailey nació en Singapur el 18 de enero de 2008, hija del matrimonio estadounidense formado por Forrest y Stacy Bailey. Era la menor de cinco hermanos. Tristyn pasó sus primeros cuatro años en el país asiático. Familiares y amigos la describen como "una chica enérgica que siempre defendía a sus amigos". Su madre dijo: "Tristyn creció y vivió en el Condado de San Juan, en Florida. Cursaba séptimo curso en la Academia Patriot Oaks, donde destacaba como estudiante popular y animadora".

## Asesinato

### Desaparición
A las 9 de la mañana del 9 de mayo de 2021, la familia Bailey se preparaba para celebrar el Día de la Madre. Uno de los hermanos de la joven fue a su habitación para despertarla y descubrió que Bailey había desaparecido. Tras una breve búsqueda por los alrededores, su madre, Stacy, llamó al 911 para denunciar la desaparición de su hija. Horas antes, a medianoche, según los informes policiales, Doffis "Tre" Absher, un amigo de Fucci, dijo que éste le había pedido el número de teléfono de Bailey. Fucci llamó a Bailey y la convenció de que saliera de casa para ir a ver a un amigo. A la 1:45 de la madrugada, una cámara de vigilancia residencial grabó a dos personas caminando hacia el este por Saddlestone Drive, que se cree que eran Fucci y Bailey. A las 3:27, la cámara grabó a un sujeto corriendo hacia el oeste, llevando un par de zapatos blancos.

### Investigación
Los ayudantes Robert Maloney y Liam Stack entrevistaron a Absher esa misma tarde. Absher dijo que Fucci y Bailey habían estado en su casa y se habían marchado juntos. Fucci confirmó haber estado con Bailey en casa de Absher y declaró que se habían marchado sobre la 1:10 de la madrugada. En un principio afirmó haber caminado con Tristyn por North Durbin Parkway hasta que ella giró por Cloisterbane Drive para ir a casa. Declaró que caminó durante algún tiempo y luego llegó a su casa aproximadamente a las 3:30. Teniendo en cuenta que la distancia entre la de Absher y la casa de Fucci es de unos treinta minutos a pie, los investigadores pidieron más detalles. En ese momento, Fucci cambió su versión y declaró que él y Bailey habían tenido un altercado después de que ella intentara tocarle el pene. Afirmó haberla empujado, lo que provocó que ella se cayera y se golpeara la cabeza.
Tras el interrogatorio, mientras se encontraba en el asiento trasero de un coche patrulla, Fucci tomó imágenes y vídeos con su teléfono móvil, publicando las imágenes en la aplicación de redes sociales Snapchat. En una foto, Fucci subtituló una imagen "Hey guys has inybody[sic] seen Tristyn lately" (en español, "Hola chicos, ¿alguien ha visto a Tristyn últimamente?"). En un vídeo, decía: "Nos estamos divirtiendo, en un puto coche de policía".

### Descubrimiento del cuerpo
Alrededor de las 18 horas del 9 de mayo, un residente caminaba por una zona boscosa al final de Saddlestone Drive, al sur de Jacksonville. Al llegar a un estanque de retención, encontró el cadáver de una niña. Dos horas más tarde se confirmó que el cuerpo era el de Tristyn Bailey, que había recibido 114 puñaladas, 49 de ellas defensivas. Su cuerpo fue encontrado con la palabra "karma" escrita en el interior del tobillo izquierdo y una carita sonriente dibujada en el tobillo derecho, pero se desconoce quién la escribió. Un cuchillo Buck al que le faltaba la punta encontrado en el estanque cerca de su cuerpo coincidía con un fragmento alojado en el cuero cabelludo de Bailey. También se encontró ADN de Fucci en el cuchillo.

## Arresto
Hacia la medianoche del 10 de mayo, la policía fue a casa de Fucci en busca de pruebas. En su habitación encontraron una funda que coincidía con el cuchillo encontrado cerca del cuerpo de Bailey y ropa manchada de sangre. Alrededor de las 3 de la madrugada Fucci fue arrestado por asesinato en segundo grado, pero esto fue cambiado a asesinato en primer grado después de un examen más detallado de las pruebas y los relatos de los testigos. Durante una rueda de prensa celebrada el 27 de mayo, el fiscal del Estado R. J. Larizza declaró que Fucci había dicho a sus amigos que iba a matar a alguien "llevándolo al bosque y apuñalándolo". Larizza también declaró que Fucci dijo a sus amigos que esperaran [el asesinato] para dentro de un mes, y que Bailey fue apuñalada 114 veces en cabeza, cuello, hombros, brazos y espalda. Posteriormente, Fucci fue trasladado a la cárcel del condado de Duval, donde quedó detenido sin fianza. Su madre, Crystal Smith, fue detenida por manipulación de pruebas tras lavar supuestamente la sangre de los vaqueros de Fucci, pero posteriormente fue puesta en libertad.
Un informe policial publicado por la oficina del sheriff del condado de St. Johns en julio de 2021 reveló que Fucci hablaba a menudo de su "fantasía" de matar gente, que a menudo llevaba un cuchillo consigo y que planeaba "arrastrar a una persona al azar al bosque y apuñalarla". La exnovia de Fucci, Zofie Bauman, dijo que en ocasiones Fucci "sacaba su cuchillo y fingía apuñalarla a 'ella' con él". Bauman también dijo que Fucci afirmaba oír voces en su cabeza cuando estaba enfadado.

## Juicio
En el juicio, uno de los hermanos de Tristyn, Alexis, dejó caer uno a uno 114 corazones de piedra aguamarina (el color favorito de la víctima) en un tarro de cristal para representar las puñaladas que sufrió su hermana. El tarro permaneció allí para cada miembro de la familia mientras leían sus declaraciones. Cada uno concluyó añadiendo una piedra blanca para representar algo relacionado con la muerte de Bailey.
Poco antes de que comenzara la selección del jurado, el 6 de febrero de 2023, Fucci cambió su declaración de inocente a culpable. Escribió una carta disculpándose por el dolor que causó a la familia y amigos de Bailey. El juez R. Lee Smith calificó este caso como el más "difícil e impactante" que había presidido, añadiendo que "no lo hizo por codicia; no lo hizo por represalia, desquite o venganza; no fue un crimen pasional; no lo cometió porque se sintiera rechazado por ella, no lo hizo en un arrebato de ira incontrolable. No había motivo. No había propósito. No se hizo por otra razón que para satisfacer el deseo interno de este acusado de sentir lo que era matar a alguien".
Fucci fue acusado como adulto y se declaró culpable del asesinato en primer grado de Bailey. Se le impuso una pena máxima de cadena perpetua el 24 de marzo de 2023, a la edad de 16 años.